# Ectropothecium wainioi
Ectropothecium wainioi är en bladmossart som beskrevs av Brotherus 1891. Ectropothecium wainioi ingår i släktet Ectropothecium och familjen Hypnaceae. Inga underarter finns listade i Catalogue of Life.